# Valerij Nepomnjaščij
Valerij Kuz'mič Nepomnjaščij (in russo Валерий Кузьмич Непомнящий?, traslitterazione anglosassone: Valeri Kuzmyich Nepomniachi; Slavgorod, 7 agosto 1943) è un allenatore di calcio ed ex calciatore sovietico, dal 1991 russo, di ruolo difensore, tecnico del Baltika.

## Carriera

### Allenatore
Ha allenato il Camerun alla Coppa d'Africa 1990 e al mondiale di Italia 1990, in cui per la prima volta la compagine africana superò il primo turno, vincendo il proprio girone e battendo nella partita inaugurale i campioni del mondo dell'Argentina. Il cammino dei camerunesi si interruppe ai quarti di finale contro l'Inghilterra. Nel 2006 ha allenato l'Uzbekistan, mentre dal 2014 al 2016 ha allenato il Tom' Tomsk.

## Palmarès

### Allenatore

#### Competizioni nazionali
- Campionato uzbeko: 1

Paxtakor: 2006
- Coppa dell'Uzbekistan: 1

Paxtakor: 2006